# Bouře

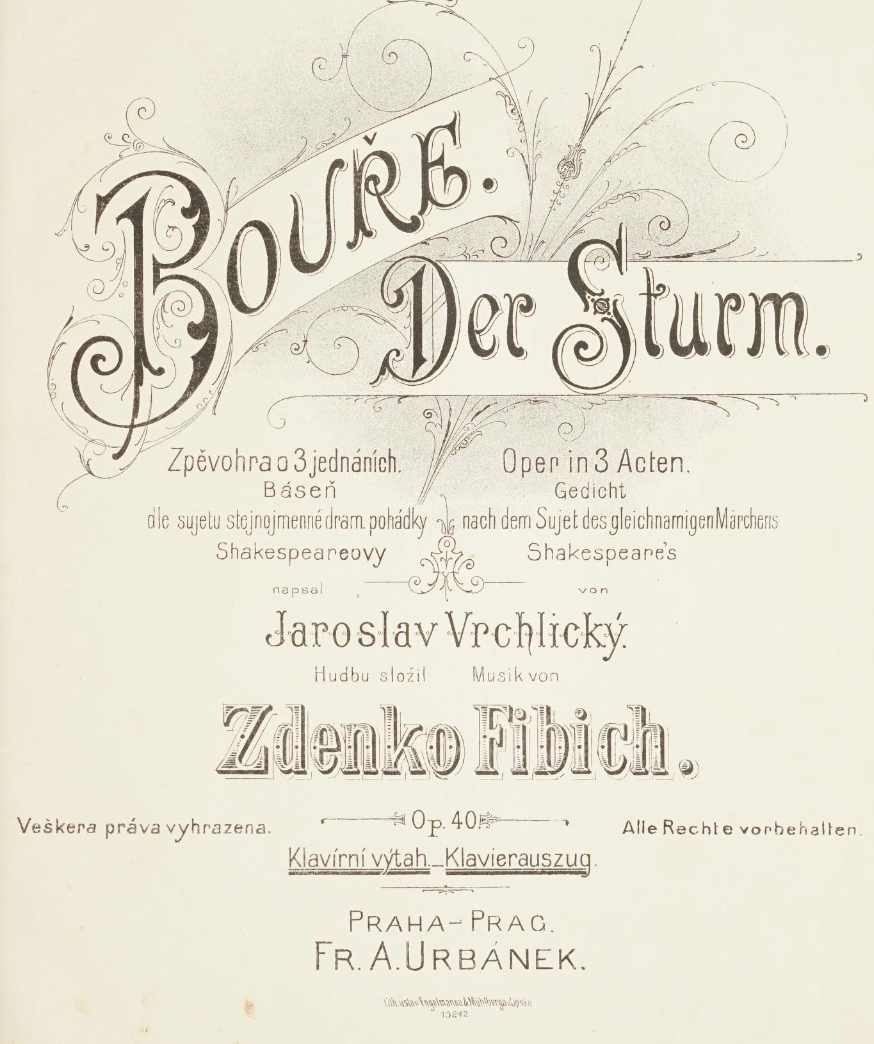
Fotografia de la portada del llibret de l'òpera composta per Fibich.

Bouře (txec) - en català, literalment, «la tempesta»), op. 40, és una òpera en tres actes composta el 1893 per Zdeněk Fibich sobre un llibret de Jaroslav Vrchlický, basat en La tempesta de William Shakespeare. Es va estrenar l'1 de març de 1895 al Teatre Nacional de Praga.